# Jacques Brunschwig-Bordier
Pour les articles homonymes, voir Brunschwig et Bordier.
Jacques Brunschwig-Bordier est un résistant et haut fonctionnaire français né le 21 octobre 1905 à Avignon et mort le 22 avril 1977 dans le 12e arrondissement de Paris.
Il est compagnon de la Libération.
Né Jacques Brunschwig, il a par la suite ajouté à son nom son pseudonyme de résistant, Bordier.

## Biographie
Polytechnicien, il en sort sous-lieutenant dans le Génie. Il rejoint ensuite le ministère de l'Intérieur, en tant qu'administrateur. Politiquement, Jacques Brunschwig est socialiste.
En janvier 1942, il est recruté par Emmanuel d'Astier de La Vigerie, qui en fait son second au sein du mouvement de résistance Libération-Sud. Il est arrêté au mois de mai de la même année et est interné au Fort Saint-Nicolas à Marseille. Relâché, il retrouve ses activités dans la résistance et assure l'intérim de la direction du mouvement durant quelques mois.
En désaccord avec la direction du mouvement, il quitte Libération-Sud en janvier 1943 et rejoint le mouvement Libération-Nord, où il est chargé des affaires politiques et assure les fonctions de délégué général intérimaire du mouvement entre février à avril 1943. Se trouvant en Angleterre en octobre 1943, il est désigné pour représenter Libération-Nord à l'Assemblée consultative provisoire à Alger. Parachuté près de Saint-Aignan (Loir-et-Cher) le 31 mars 1944, il retrouve ses fonctions de délégué général au sein de Libération-Nord, avec le concours de son épouse Fernande, qui est également résistante.
Le 20 juin 1944, il est arrêté par la Gestapo à Paris, rue de Lobau, sous l'alias de Jean Bordier. Torturé par la Gestapo de la rue de la Pompe, puis interné à Fresnes, il est déporté le 15 août 1944 vers Buchenwald par le dernier train allemand qui quitte la région parisienne avant la Libération de Paris (« convoi des 57000 ») puis est transféré à Dora et à la prison de Nordhausen. Il réussit à s'évader le 4 avril 1945 avec deux autres prisonniers.
Chef de bataillon à la fin de la guerre, il assure après celle-ci d'importantes fonctions administratives au sein du ministère de l'Air, puis de celui de l'Intérieur. Il occupe ainsi les fonctions de directeur de cabinet du ministre Louis Terrenoire et de chef de l'Inspection générale de l'administration du ministère de l'Intérieur[Quand ?].
Par ailleurs, il devient président du conseil d'administration des Houillères du bassin de la Loire.

## Vie privée
Il épouse Fernande Poncet (1912-2001), également future résistante, le 23 mai 1938 dans le 16e arrondissement de Paris.

## Décorations
- Grand officier de la Légion d'honneur
- Compagnon de la Libération par décret du 17 novembre 1945[7]
- Croix de guerre 1939–1945
- Médaille de la Résistance française par décret du 15 octobre 1945[8]
- Médaille des évadés
- Commandeur de l'ordre de l'Étoile noire (1956)[9]